# Amtsgericht Landau in der Pfalz
Das Amtsgericht Landau in der Pfalz ist ein Gericht der ordentlichen Gerichtsbarkeit und das größte der drei Amtsgerichte (AG) im Bezirk des Landgerichts Landau in der Pfalz.

## Gerichtssitz und -bezirk
Das Gericht hat seinen Sitz in der südpfälzischen Stadt Landau in der Pfalz. Der Gerichtsbezirk erstreckt sich auf die kreisfreie Stadt Landau sowie die Verbandsgemeinden Annweiler am Trifels, Edenkoben, Herxheim, Landau-Land und Offenbach. In ihm leben rund 120.000 Menschen.
Für den gesamten Landgerichtsbezirk bearbeitet das AG Landau die Zwangsversteigerungs-, Zwangsverwaltungs-, Insolvenz- und Landwirtschaftssachen und führt das Handels-, Genossenschafts- und Vereinsregister. Mahnverfahren werden vom Amtsgericht Mayen als zentralem Mahngericht bearbeitet.
Die Zweigstelle Bad Bergzabern, die letzte verbliebene Zweigstelle eines rheinland-pfälzischen Amtsgerichts, ist für den Bereich der Verbandsgemeinde Bad Bergzabern zuständig.

## Gebäude
Das Gericht ist gemeinsam mit dem Landgericht im Gebäude Marienring 13 untergebracht. Der Bau wurde von Juli 1900 bis April 1903 errichtet. Beamteter Architekt war Heinrich Ullmann.

## Übergeordnete Gerichte
Dem Amtsgericht Landau ist das Landgericht Landau in der Pfalz übergeordnet. Zuständiges Oberlandesgericht ist das Pfälzische Oberlandesgericht Zweibrücken.